# Windows Phone Store
Der Windows Phone Store (ehemals Windows Phone Marketplace) war ein App Store für das Smartphone-OS Windows Phone von Microsoft und wurde am 16. Dezember 2019 abgeschaltet.

## Konzept
Der Store (Laden) war die einzige Möglichkeit, weitere Anwendungen auf ein Windows Phone-Gerät zu installieren.
Um sie zu ermöglichen, wurde ein Microsoft-Konto benötigt. Die Apps stammten zum größten Teil von Drittanbietern, Microsoft behielt 30 Prozent des Verkaufspreises, bei Apps mit einem hohen Umsatz betrug der Anteil 20 Prozent. Um den Nutzer zu schützen, wurden Apps von Microsoft vor der Veröffentlichung zertifiziert.
Apps konnten, im Gegensatz zu anderen Appstores, mit der „Try before you buy“-Funktion vor dem Kauf unbegrenzt ausprobiert werden, je nach Anbieter konnte dabei der Funktionsumfang eingeschränkt werden.
Ab September 2011 konnte man den Marketplace auch übers Web erreichen, vorher war dies nur über das Smartphone oder über die Zune-Software möglich. Die Nutzung über die Zune-Software wurde im April 2012 abgeschaltet.
Apps konnten Werbung enthalten. Bezahlt wurde in Windows Phone 7 über Kreditkarte, in Windows Phone 8 ließen sich Apps jedoch zusätzlich über PayPal (Lastschrift und Banküberweisung), Microsoft Points oder teilweise über die Rechnung des Mobilfunkanbieters kaufen.
Gewalt und pornographische Darstellungen waren verboten.

## Statistik von 2011
Es gab über 340.000 Anwendungen im Windows Phone Store. Bisher wurden die Entwickler-Tools 1,5 Millionen Mal heruntergeladen. 40 % der registrierten Entwickler haben eine App veröffentlicht. Durchschnittlich luden Benutzer von Windows Phone 12 Apps im Monat herunter. Der Durchschnittspreis der Apps betrug 1,70 Dollar. 16 % sind Spiele.

## Entwickler
Die Apps wurden mit den Windows Phone Developer Tools in den Sprachen C# oder Visual Basic .NET mit den Technologien Silverlight, XNA und dem .NET Compact Framework entwickelt.
Die Developer Tools waren kostenlos. Um Applikationen über den Windows Phone Store verkaufen zu können, war allerdings ein Entwicklerkonto nötig, das 20 US-Dollar kostete. Für Schüler und Studenten gab es im Rahmen des Programms „Dreamspark“ die Möglichkeit, kostenlos ein Entwicklerkonto einzurichten. Dieses Entwicklerkonto konnte seit November 2013 auch für den Windows Store genutzt werden. Die Einnahmen wurden monatlich ausbezahlt. Das Genehmigungsverfahren dauerte im Durchschnitt 1,8 Tage. 62 % der Apps bestanden das Genehmigungsverfahren im ersten Anlauf.

### Entwicklung mit Windows 10 Mobile
Mit Windows 10 Mobile und der Universal Windows Platform hat Microsoft die App Stores zusammengeführt. Außerdem hat das Unternehmen dazu mit Continuum eine Technik veröffentlicht, mit denen mobile Apps auf einem externen Monitor mit angepasster Oberfläche benutzt werden konnten.
Im April 2015 kündigte Microsoft auf der Entwicklerkonferenz Build die Möglichkeit an, Apps von iOS und Android mit wenig Aufwand in den Windows 10 Store zu importieren, das Projekt Astoria für Android wurde jedoch nicht weiter gepflegt, wogegen mit dem Projekt Islandwood, dessen Technik von Microsoft als Open Source zur Verfügung gestellt wird, im Januar 2016 bereits erste Apps in den Windows 10 Store gekommen seien sollen.

## Sonstiges
Im Juli 2011 bewertete die Stiftung Warentest den Anbieter mit dem Qualitätsurteil „befriedigend“ und zugleich als Testsieger aus zehn verschiedenen App Stores.
Kritisiert wurde, dass kostenpflichtige Fake-Apps nur zu einem geringen Teil aus dem Store entfernt wurden. Nach Hinweisen auf Fake-Apps wurde Microsoft nicht aktiv.